# خالد الأيوبي
خالد الأيوبي هو دبلوماسي سوري سابق. أبلغ وزارة الخارجية في المملكة المتحدة يوم 30 تموز/يوليو 2012 أنه قد ترك منصبه كقائم بالأعمال في السفارة السورية في لندن. لم يكن خالد أول دبلوماسي سوري يستقيل من منصبه بسبب تصرفات نظام الأسد مع الشعب السوري بل إنّ العديد من الدبلوماسيين الكبار قد فعلوا ذلك في عدة دول أجنبية. صرّح خالد الأيوبي في وقت لاحق لوسائل الإعلام وشرحَ سبب تركه منصبه حيث قال: «لا أستطيع تمثيل نظام ارتكب مثل هذا العنف والأعمال القمعية ضد شعبه!» وُصف رحيله بأنه ضربة أخرى لنظام الأسد، ويُذكر أن خالد قد استقرّ هو وعائلته في مكان آمن في لندن.